# السلامات (العين)
السلامات في أبوظبي بالتحديد مدينة العين في دولة الإمارات العربية المتحدة، السليمات فديما منطقة بنيت وتأسست ما بين سنة 1980 و1982 بغرض منح مساكن شعبية للعسكريين التابعين القوات المسلحة للإمارات العربية المتحدة آنذاك.أما الآن تم تسليم غالبية المساكن إلى بلدية العين والتي بدورها تسلم هذه المساكن إلى أي فئه من المواطنين.
تم تشييد المزيد من المسكان قبل عشرة سنوات ولازلت التشييد والتطوير في المنطقة مستمر. توجد في السلامات قبائل مختلفة من دولة الإمارات العربية المتحدة وعدد مساكنها حوالي اربعمئة مسكن قديم والحقت بها مئتين مسكن على شكل فلل وأيضا تم بناء 588 فيلا وزعت جميعها على المواطنين ويتم حاليا بناء 13 فيلا جديدة باجمالي عدد مساكن يصل تقريبا إلى 1200 مسكن. وتوجد بها العديد من الخدمات لكونها تقع بقرب المطار الدولي في العين وكلية خليفة الجوية وتوجد بالقرب منها استراحات للشيوخ الإماراتيين وتمتاز هذه المنطقة بكثرة الكثبان الرملية المحيطة بها (عراقيب).

## الخدمات
توجد هناك العديد من الخدمات منها
المدارس في المنطقة: ابتداء من الروضة انتهاء بـ الاعدادية للبنين اما البنات فابتداء من الروضة حتى الثانوية.
ووفرت الدولة الحدائق في الشعبيات وقد انتهى بناء مركز تجاري في المنطقة ويوجد بها أيضا خدمات الاتصالات والماء والكهرباء

## الأمن
يتم حاليا بناء مركز شرطة بالقرب من الدوار.

## المناخ
حار صيفا معتدل شتاء